# Système éducatif au Mali
Vous lisez un « bon article » labellisé en 2007.
 (décembre 2021).

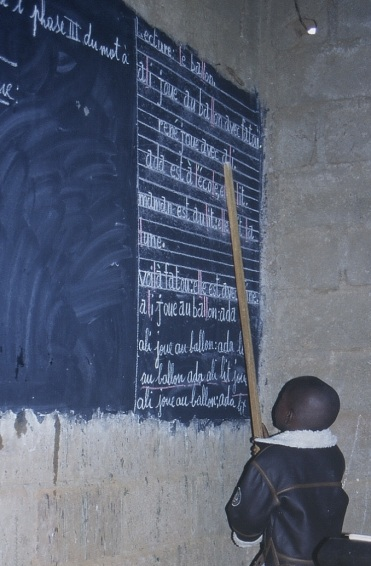
Un écolier au Mali apprenant à lire (Kati, février 2005)

Le système éducatif malien, dont les objectifs ont été définis sous la présidence de Modibo Keïta, a connu une profonde évolution depuis le début des années 2000 avec l’augmentation de la scolarisation des enfants. Le taux brut de scolarisation en 2001/2002 était de 64,5 % (75 % pour les garçons, 54 % pour les filles).
Malgré une politique faisant appel au secteur privé et une implication importante des ONG, le système éducatif malien reste confronté à de nombreuses difficultés : retard dans la scolarisation des filles, manque de moyens (infrastructures, manuels scolaires, personnel) dû notamment aux restrictions budgétaires imposées par les institutions internationales, classes surchargées, abandons fréquents.
À côté du système classique se développent d’autres formes de scolarisation comme les clos d’enfants pour les plus jeunes ou les médersas.
Le lycée public a été créé en 2002

## Histoire

### La période coloniale (Soudan français)

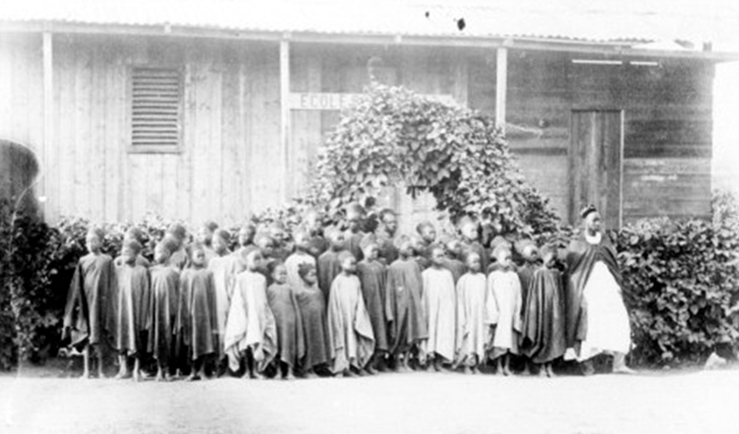
Enfants de l'École des otages créée à Kayes (Mali) par Galliéni

Au moment de la colonisation française, les écoles construites par les Français vont servir à installer le pouvoir colonial. Joseph Gallieni fait construire l’« école des otages » à Kayes le 1er décembre 1886, puis d’autres à Bafoulabé et Kita. Les colonisateurs français voulaient recruter de force les fils de chef et de notable afin de les surveiller et les former pour devenir des auxiliaires. Le programme était basé sur l’acquisition de rudiments de français et de mathématiques. En 1887, sept des dix postes militaires au Soudan français avait une école. Mais le successeur de Joseph Galliéni, Louis Archinard, supprime, pour raison budgétaire, toutes les écoles entre 1890 et 1893, à l’exception de la mission catholique de Kita et de l’école des otages de Kayes.
Avec l’arrivée de Louis Edgard Trentinian (gouverneur entre 1895 et 1899, des écoles sont de nouveaux ouvertes afin de former les cadres subalternes de l’administration (interprète et commis) et les employés de commerces et tenter de réprimer toute velléité de résistance. Ainsi, le 28 avril 1898, l'École des fils de chefs recevait Adama Traoré et Souleymane Traoré, les deux fils de Babemba Traoré, roi du Kénédougou qui venait de se suicider avant l’entrée des Français dans Sikasso. Les  « écoles des otages » deviennent les écoles des fils de chefs et d’interprètes.
En 1916, une école professionnelle, l’école primaire supérieure, qui portera le nom de Terrasson de Fougères en 1931, est ouverte à Bamako.En 1946/1947, elle devient le Collège classique Terrasson de Fougères puis le 20 mai 1950 le Lycée Terrasson de Fougères. À l’indépendance du Mali, il portera le nom de Askia Mohamed.
L’enseignement en Afrique-Occidentale française (AOF) dont fait partie le Soudan français, s’organise progressivement avec des arrêtés de 1903, 1912 et 1948. Cependant, cette école reste pour une élite. À l’indépendance, seulement 8 % des enfants étaient scolarisés.

### L'indépendance du Mali et la première république
Le premier président du Mali indépendant, Modibo Keïta proclame l’éducation comme une priorité. La première république affiche comme volonté un enseignement de masse et de qualité, qui permettrait au Mali de disposer des cadres nécessaires pour le développement du pays. L’éducation doit préserver la culture et les valeurs maliennes, « décoloniser les esprits ». L’enseignement fondamental passe de 6 à 9 ans, l’examen de fin d’études primaires est supprimé. En 1962, la loi instituant le système éducatif est adoptée et un programme de construction d’écoles, de recrutement et de formation des enseignants et de fourniture d’équipements est décidé. À la fin des années 1960, un tiers des garçons et 20 % des filles sont scolarisés, soit trois fois plus qu’en 1960 à l’indépendance.

### Le régime de Moussa Traoré
Le coup d’État militaire de 1968 et le régime de Moussa Traoré donne un coup d’arrêt au processus. La fonction enseignante est dévalorisée, le corps enseignant et son syndicat, le Syndicat national de l’éducation et de la culture (SNEC) sont réprimés. D’autre part, les économies budgétaires imposées par les organisations internationales (FMI, Banque mondiale) entraînent une baisse du budget de l’éducation nationale qui aura comme conséquences une diminution des effectifs enseignants, démotivés par des retards de paiements. Ainsi, les effectifs d’enseignants de l’enseignement fondamental baissent de plus de 10 % entre 1985 et 1990. En 1980, la ruralisation des écoles instaure leur autofinancement. La crise de l’école, les multiples conflits entre le régime de Moussa Traoré et les enseignants et les élèves entraînent la désaffection des familles pour l’école. Entre 1968 et 1989, le taux de scolarisation passe de 29 % à 22 %.
L'école devient le terrain de la lutte pour la démocratie. Des révoltes étudiantes éclatent en 1970 et 1972, puis de façon plus structurée en 1976/1977 et 1980. Elles sont violemment réprimées par le pouvoir. Le 17 mars 1980, le leader de l'Union nationale des élèves et étudiants du Mali, Abdoul Karim Camara dit Cabral est assassiné sous la torture.

### La troisième république
Avec l’instauration de la troisième république et l’élection d’Alpha Oumar Konaré à la présidence de la République, l’éducation redevient une priorité, contrariée cependant par le manque de moyens. L’État fait appel au privé pour l’aider à accueillir une population scolaire plus nombreuse. En juillet 1994, l’enseignement privé est reconnu par l’État qui contrôle la conformité des programmes et organise les examens. Les écoles communautaires créées, gérées et financées par des communautés villageoises bénéficient de la reconnaissance et du soutien de l’État. Pour l'année scolaire 1997-1998, les 1 369 écoles communautaires accueillaient 83 360 élèves.

## Politique de l’éducation

### Le Prodec

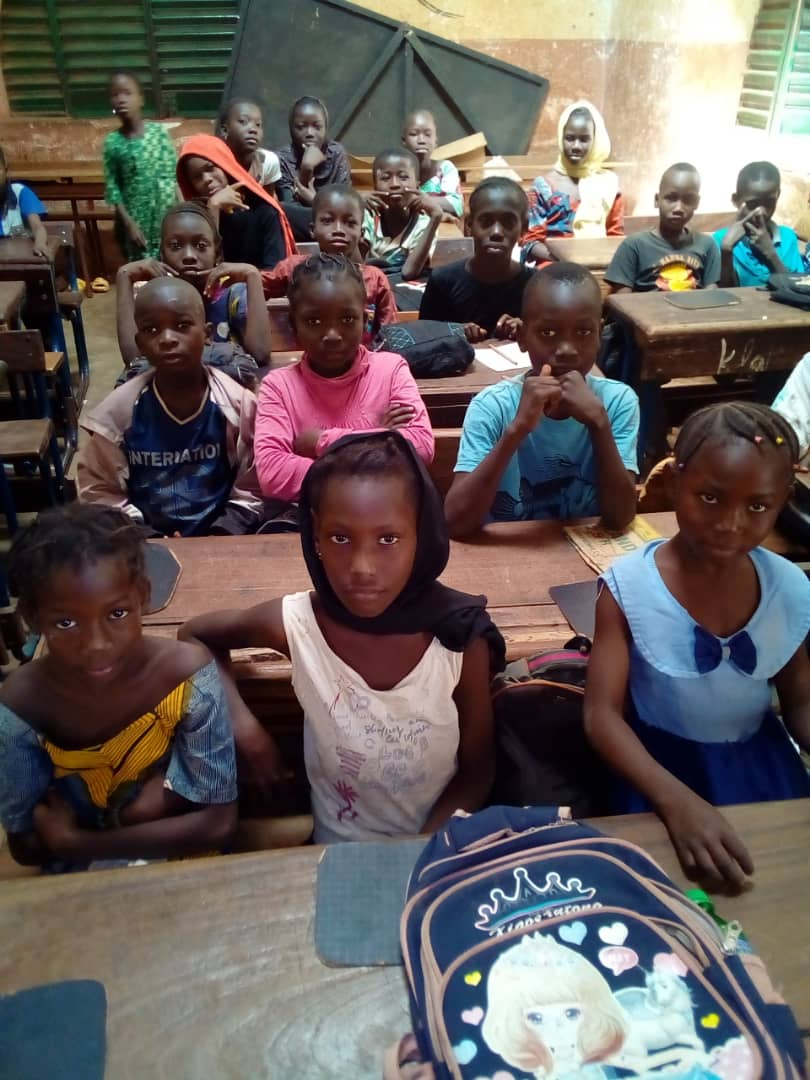
Elèves en classe à l'école EDC Koulikoro au Mali

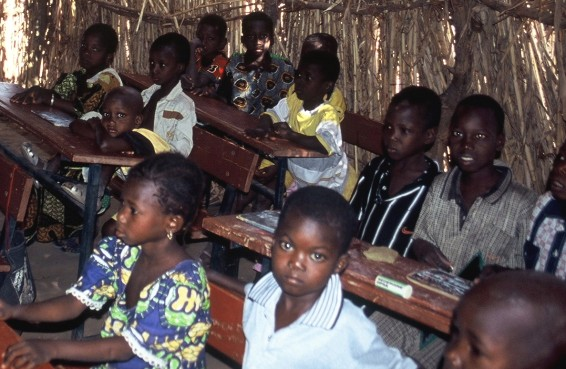
École communautaire de Maréna, région de Kayes au Mali, février 2005

En 1996, faisant face aux critiques du système éducatif et de ses faiblesses, les autorités maliennes décident de mettre en place un programme pluriannuel. En 1999 est validé avec la Banque mondiale le Programme décennal de développement de l’éducation (PRODEC) qui fixe comme objectif d’atteindre un taux brut de scolarisation de 95 % au premier cycle de l’enseignement fondamental à l’horizon 2010. Onze axes prioritaires sont définis :
- une éducation de base de qualité pour tous ;
- un enseignement professionnel adapté aux besoins de l’économie ;
- un enseignement secondaire général et technique rénové et performant ;
- un enseignement supérieur de qualité adapté aux besoins prioritaires et aux coûts maîtrisés ;
- une utilisation des langues maternelles parallèlement à celle du français ;
- une politique du livre et du matériel didactique et opérationnel ;
- une politique soutenue de formation des enseignants ;
- un partenariat véritable autour de l’école ;
- une restructuration et un ajustement institutionnel nécessaires à la refondation du système éducatif ;
- une politique de communication centrée sur le dialogue et la concertation entre tous les partenaires ;
- une politique de financement soutenue, rééquilibrée, rationnelle et s’inscrivant dans la décentralisation.

La part de l’éducation dans le budget de l’État est passée de 26,60 % en 2001 à 30,06 % en 2004. Sur la période 2001-2004, 2 812 salles de classe ont été construites, 4 Instituts de formation des maîtres (IFM à Sikasso, Koro, Tominian et Nara) et 9 Centres d’animation pédagogique (CAP).
Le Prodec a obtenu des résultats au niveau quantitatif. Le nombre d’élèves a presque triplé entre 1991/1992 et 2000/2001.
| Niveau                                           | 1991/1992 | 2000/2001 |
| ------------------------------------------------ | --------- | --------- |
| Enseignement préscolaire et spécialisé           | 10 000    | 24 140    |
| Enseignement fondamental                         | 510 000   | 1 385 000 |
| Enseignement secondaire, technique et spécialisé | 23 630    | 86 158    |
| Total                                            | 543 630   | 1 495 298 |

L’accès à l’éducation de base est passé de 47,8 % en 1996-1997 à 72 % en 2004-2005.
La hausse de la scolarisation implique pour une part importante les écoles privées ou communautaires.
| Type d’établissement  | 2001/2002 | 2003/2004 |
| --------------------- | --------- | --------- |
| Écoles publiques      | 61,3 %    | 58,8 %    |
| Écoles communautaires | 18,3 %    | 19,1 %    |
| Médersas              | 10,5 %    | 12,7 %    |
| Écoles privées        | 9,9 %     | 9,4 %     |

### Le PISE
Le Programme d’investissement sectoriel de l’éducation (PISE) est la traduction opérationnelle du Prodec. Il est prévu de se dérouler en trois phases.
La première phase (2000–2004 prorogée à 2005) a porté sur l’amélioration de l'accès, de la scolarisation, de la qualité des apprentissages et des enseignements et le renforcement des capacités du système éducatif. Il s’est traduit par la construction de 3 337 salles de classe, la construction et l'équipement de 5 lycées publics, de 50 centres d'animation pédagogique (CAP), de 3 académies d'enseignement, de 7 instituts de formation des maîtres et de 3 instituts de formation professionnelle. Le taux brut de scolarisation au premier cycle de l'enseignement fondamental qui est passé de 61 à 74 % entre 2001 et 2005. Cependant, plusieurs insignifiances ont été relevées : faible amélioration de la qualité de l’éducation et persistance des disparités régionales et de sexe. Si le taux d’accès en première année du fondamental était de 67,6 % en 2004-2005, le taux d’achèvement au primaire se situait autour de 43,1 % et le taux de redoublement est encore à 18,6 % en 2005.
La deuxième phase du Programme d’investissement sectoriel de l’éducation (PISE II) s’étend sur la période 2001-2010. Son financement nécessite 562 milliards de francs CFA, dont 200 milliards pour l’investissement. Ce programme prévoit la construction et l’équipement de 1 370 salles de classe pour l’enseignement fondamental, de trois lycées et d’un institut de formation des maîtres. Il prévoit également la formation des enseignants ; l’acquisition de fournitures, et la mise en place de coins de lecture dotés de livres dans environ 50 % des salles de classe.

### La scolarisation des filles toujours en retard
Depuis le début, la scolarisation des filles est moins importante que celle des garçons. En 2002, le taux brut de scolarisation des filles était de 56,7 % contre 77,9 % pour les garçons. Ces inégalités existent  à tous les niveaux du système éducatif. Présentes dès l’enseignement fondamental, elles augmentent avec la poursuite des études dans le secondaire. 

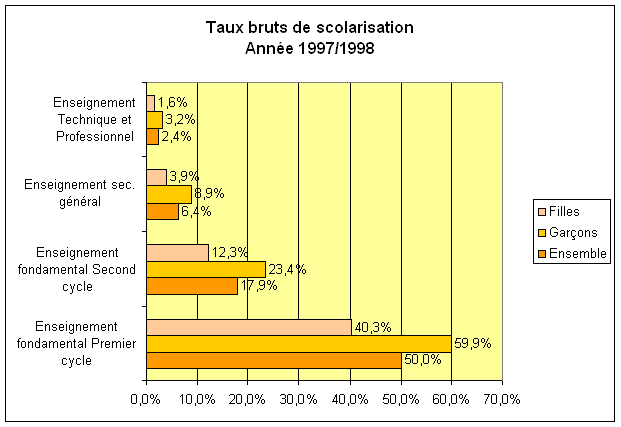
Taux bruts de scolarisation filles et garçons année scolaire 1997/1998 au Mali

Pourtant, la scolarisation des filles progresse. Ainsi, le taux net de scolarisation des filles est passé de 15,4 % à 32,6 % entre 1989 et 1997. Mais sur la même période, le taux net de scolarisation des garçons a augmenté de 25,8 % à 47,1 %. Les écarts restent donc très importants malgré les volontés affichées des autorités.
| Année     | Filles | Garçons | Ensemble |
| --------- | ------ | ------- | -------- |
| 1989/1990 | 15,4 % | 25,8 %  | 20,7 %   |
| 1990/1991 | 16,2 % | 27,3 %  | 21,8 %   |
| 1991/1992 | 17,3 % | 28,6 %  | 23,0 %   |
| 1992/1993 | 19,2 % | 30,2 %  | 24,7 %   |
| 1993/1994 | 21,9 % | 34,7 %  | 28,3 %   |
| 1994/1995 | 28,4 % | 39,6 %  | 33,9 %   |
| 1995/1996 | 26,2 % | 39,7 %  | 32,9 %   |
| 1996/1997 | 29,7 % | 46,6 %  | 38,2 %   |
| 1997/1998 | 32,6 % | 47,1 %  | 39,9 %   |

De multiples facteurs se combinent pour expliquer ce retard dans la scolarisation des filles :
- facteur culturel : beaucoup de Maliens considèrent encore que la place de la fille est de rester auprès de sa mère pour l’aider dans les tâches domestiques. Les mariages précoces sont également un frein à la scolarisation et surtout à la poursuite d'étude longue par les filles[21] ;
- facteur économique : les frais de scolarité (inscriptions, achats de fournitures, vêtements) représentent un sacrifice financier important dans un pays où plus de la moitié de la population vit dans la pauvreté. Souvent, les familles font le choix de n'envoyer qu'un ou deux de leurs enfants, le choix se porte alors plus souvent sur les garçons.

### Des inégalités géographiques
En 2001, 1,2 million d’enfants n’étaient pas scolarisés. L’accès à l’enseignement fondamental et secondaire est largement conditionné par le lieu d’habitation. Les enfants citadins ont plus de chance d’accéder à l’école que les enfants ruraux.
Il n’est pas rare que les enfants en milieu rural fassent plusieurs dizaines de kilomètres pour aller à l’école fondamentale. Le développement des écoles communautaires pourrait permettre de combler progressivement le retard de scolarisation en milieu rural.

### Le problème de la qualité

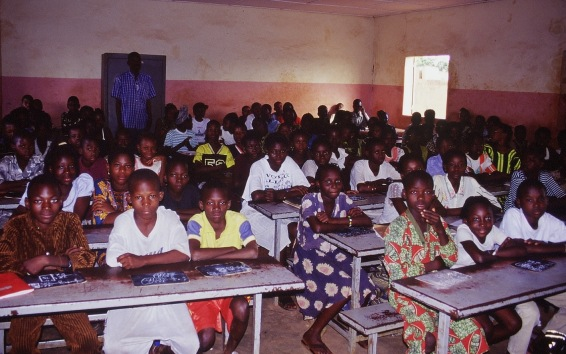
École publique à Kati, Région de Koulikoro, Mali, décembre 2002

Le Mali a fait d’importants progrès quantitativement ces quinze dernières années. Par contre, la qualité de l’enseignement n’a pas progressé. L’afflux de nouveaux élèves ne s’est pas accompagné suffisamment de constructions d’écoles et surtout de recrutement de maîtres. Les classes se retrouvent alors surchargées, avec parfois plus de 100 élèves par classe. Le système de la double vacation s’est ainsi développé (la moitié des enfants fréquentent l’école le matin, l’autre moitié l’après-midi) de même que les classes à double niveau. Pour combler le manque de maîtres titulaires, l’État a fait appel à des auxiliaires, moins bien formés et moins payés.
Le pays connaît également un déficit de manuels scolaires. Il n’est pas rare qu’un livre serve pour trois ou quatre élèves.
Les élèves se trouvent placés dans de mauvaises conditions d’apprentissage. Le taux d’abandon est très important. En 2000, il est de 24,8 %  dans le premier cycle de l’enseignement fondamental était (20,6 % pour les garçons, 30,6 % pour les filles).
La qualité de l’enseignement représente un défi pour le Mali.

### La pédagogie convergente
Dans les écoles fondamentales à Pédagogie convergente, la langue maternelle est la langue d’enseignement les trois premières années. Le français, introduit en 2e année sous forme d'expression orale et de « bain de langage », est enseigné à partir de la 3e année.
La pédagogie convergente utilise des méthodes actives d’apprentissage et favorise le travail en groupe.
Elle a été introduite en 1979 dans quatre écoles expérimentales d’enseignement en bambara dans les régions de Koulikoro et de Ségou et s’est généralisée ensuite. En 1991, 108 écoles utilisant quatre langues nationales fonctionnait au Mali.Son introduction est une réponse à l’échec important dans le premier cycle de l’enseignement fondamental : taux de redoublement de 29 %, taux d’abandon supérieur à 15 %.

### Crise ivoirienne
Depuis 2002, la guerre civile de Côte d'Ivoire a entraîné des difficultés de fonctionnement dans la zone frontalière, dans la région de Sikasso. L’afflux d’élèves rapatriés de Côte d’Ivoire a été important entraînant une surcharge excessive des classes, qui ont pu accueillir plus de 200 élèves à Sikasso. D’autre part, de nombreux élèves qui avaient interrompus leurs études en Côte d’Ivoire n’ont pu les reprendre au Mali en raison de l’inexistence de certaines filières.

## L’organisation du système éducatif
| Âge (ans) | 3                | 4                | 5                | 6                 | 7                                      | 8                                      | 9                                      | 10                                     | 11                                     | 12                                     | 13                                    | 14                                    | 15                                    | 16               | 17               | 18    |
| --------- | ---------------- | ---------------- | ---------------- | ----------------- | -------------------------------------- | -------------------------------------- | -------------------------------------- | -------------------------------------- | -------------------------------------- | -------------------------------------- | ------------------------------------- | ------------------------------------- | ------------------------------------- | ---------------- | ---------------- | ----- |
| Mali      | Jardin d'enfants | Jardin d'enfants | Jardin d'enfants | Jardin d'enfants  | Enseignement fondamental Premier cycle | Enseignement fondamental Premier cycle | Enseignement fondamental Premier cycle | Enseignement fondamental Premier cycle | Enseignement fondamental Premier cycle | Enseignement fondamental Premier cycle | Enseignement fondamental Second cycle | Enseignement fondamental Second cycle | Enseignement fondamental Second cycle | Lycée            | Lycée            | Lycée |
| RDC       |                  |                  |                  | École primaire    | École primaire                         | École primaire                         | École primaire                         | École primaire                         | École primaire                         | École secondaire                       | École secondaire                      | École secondaire                      | École secondaire                      | École secondaire | École secondaire |       |
| France    | Maternelle       | Maternelle       | Maternelle       | École élémentaire | École élémentaire                      | École élémentaire                      | École élémentaire                      | École élémentaire                      | Collège                                | Collège                                | Collège                               | Collège                               | Lycée                                 | Lycée            | Lycée            |       |
| Québec    | Pré-mat.         | Pré-mat.         | Mat.             | École primaire    | École primaire                         | École primaire                         | École primaire                         | École primaire                         | École primaire                         | Secondaire 1 à 5                       | Secondaire 1 à 5                      | Secondaire 1 à 5                      | Secondaire 1 à 5                      | Secondaire 1 à 5 |                  |       |

### Enseignement préscolaire
L’enseignement préscolaire dans les jardins d’enfants est peu développé au Mali. En 1997/1998, le taux de scolarisation y était de 1,74 % (1,69 % pour les filles et de 1,80 % pour les garçons).

### Enseignement fondamental

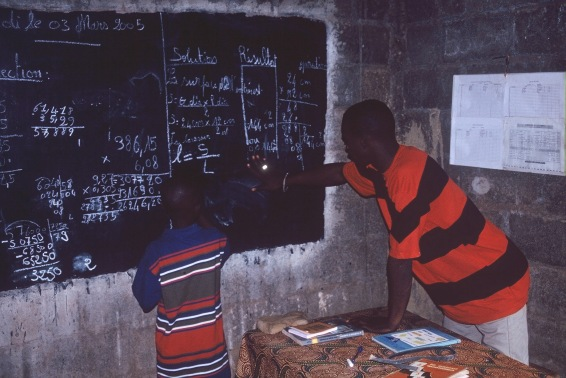
Écolier fréquentant une école fondamentale, Kati, Mali, février 2005

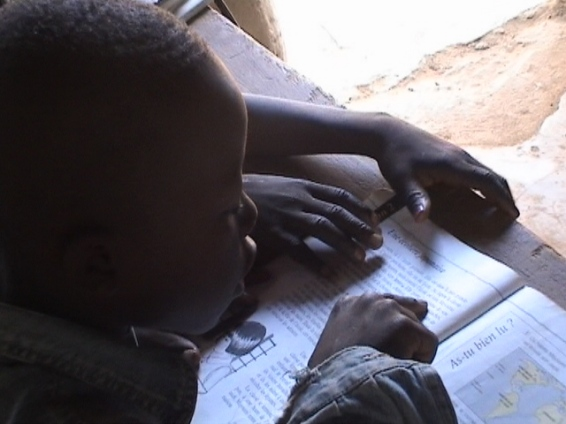
Apprentissage de la lecture en école fondamentale, Kati, Mali

L’éducation fondamentale est constituée depuis 2010 par un cycle unique de 9 ans. Un décret adopté en conseil des ministres le 7 avril 2010 a modifié le décret no 57/PG –RM du 20 avril 1970 organisant l'enseignement fondamental en deux cycles : un de six ans (de la 1re à la 6e année) et un de trois ans (7e à 9e année) avec le passage du certificat de fin d'études du premier cycle de l'enseignement fondamental, donnant l'accès au second cycle.
Au Mali, on dénombre en 2006 15 000 classes. Il y a 15 300 enseignants pour près d’un million d’élèves, soit en moyenne un maître pour 66 élèves.
En neuvième année, les élèves passent le diplôme d’études fondamentales (DEF).Il comporte des épreuves de français, physique-chimie, d’anglais et de mathématiques et, depuis 2010, d’histoire, de géographie, de sciences naturelles, d’éducation civique et morale et d'éducation physique et sportive. En juin 2005, 103 110 candidats étaient inscrits au DEF. En juin 2006, ils étaient 119 822, et en 2007, 130 858 candidats étaient inscrits, 114 005 ont composé et 81 091 ont été admis. En 2008, il y avait 121 820 candidats et 85 373 admis soit un taux de réussite de 73,14 %.
Après le DEF, les élèves peuvent s’orienter vers l’enseignement secondaire général ou vers l’enseignement technique et professionnel.

### Enseignement secondaire

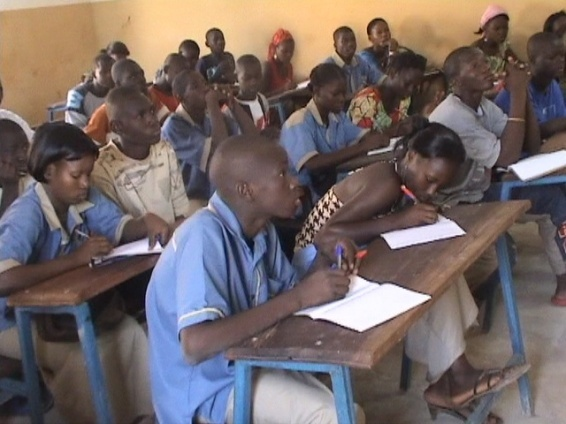
Lycée privé de Kati (Mali)

L’enseignement secondaire se partage entre l’enseignement secondaire général dans les lycées de la 10e à la 12e année, caractérisé par le baccalauréat et l’enseignement secondaire technique, caractérisé par un baccalauréat technique. En 2005, 33 236 candidats se sont présentés pour le baccalauréat. Parmi eux, 15 321 ont réussi soit 44,18 %. En juin 2007, 34 949 candidats ont passé les épreuves du baccalauréat, 16 201 l'ont réussi soit un taux de réussite de 46,36 %. En 2008, 38 461 candidats ont passé le bac, 19 233 l'ont réussi, soit 50,01 % de réussite.
| Regroupement académies    | Nombre de candidats | Nombre d’admis | Taux de réussite |
| ------------------------- | ------------------- | -------------- | ---------------- |
| Bamako Rive droite        | 11 958              | 4 344          | 36,33 %          |
| Bamako Rive gauche        | 11 143              | 5 105          | 45,81 %          |
| Gao-Kidal                 | 1 069               | 683            | 63,89 %          |
| Mopti-Douentza-Tombouctou | 2 417               | 1 709          | 70,17 %          |
| Sikasso-Koutiala          | 4 556               | 3 114          | 68,35 %          |
| Koulikoro-Kati            | 3 167               | 1 752          | 55,32 %          |
| Kayes-Kita                | 1 752               | 1 089          | 62,16 %          |
| Ségou-San                 | 2 399               | 1 437          | 59,90 %          |

L’enseignement technique a été institué par le décret du 26 novembre 1969 portant statut du Lycée technique de Bamako. Trois séries ont été créées : « Technique économie » (TE), « Technique génie civil » (TGC) et « Technique industrie » (TI).
La réforme de 2010-2011, créé une dixième année commune à l’ensemble des séries, l’orientation se faisant à l’entrée de la onzième année. Le programme de la dixième année couvre quatre domaines de compétence :
- mathématiques sciences et techniques (MST) comprenant les mathématiques, la physique et chimie, l’histoire et géographie, le dessin technique, la statistique, l’économie, l’informatique, la science de la vie et de la terre ;
- langues et communication (LC) comprenant le français (technique d’expression), la langue vivante I (anglais et arabe), les langues vivantes II (anglais, allemand, arabe et russe) et les langues nationales ;
- développement de la personne (DP), comprenant l’éducation civique et morale (ECM) et l’éducation civique et sportive (EPS) ;
- orientation professionnelle (OP), comprenant les travaux pratiques[37].

En onzième  et douzième années, les élèves se spécialisent et ont le choix entre deux séries :
- la série « Sciences et technologiques de gestion » (STG) avec 2 spécialités, comptabilité et finances (CF) ou gestion et commerce (GCO) ;
- la série « Sciences et techniques industrielles » (STI) avec 6 spécialités, génie mécanique (GM), génie civil (GC), génie minier (GMI), génie énergétique (GEN), génie électronique (GELN), génie électrotechnique (GEL)[37].

En janvier 2012, il existe deux lycées techniques au Mali, celui de Bamako et celui de Ségou. Deux autres sont en construction à Sikasso et Sévaré.

### L’enseignement supérieur
En 1962, en vue de former rapidement des cadres pour le pays récemment indépendant, des grandes écoles sont créées dans différents domaines. Au fil des décennies, ces grandes écoles accueillent de plus en plus d'étudiants et arrivent à saturation.
Après l'établissement de la démocratie à la suite de la chute du régime de Moussa Traoré en 1992, à laquelle les étudiants ont largement participé, une réforme de l'enseignement supérieur est mise en place. Les responsables politiques s'appuient sur le réseau des grandes écoles existantes et tient compte des expériences des pays voisins.
La loi du 8 septembre 1993 a créé l'Université du Mali et lui définit comme missions principales :
- la formation supérieure générale et professionnelle ;
- la recherche et la promotion de la recherche scientifique et technologique ;
- la diffusion des connaissances et de la culture.

L'université du Mali devient effective en novembre 1996. En 2002, une ordonnance transforme l'université du Mali qui devient université de Bamako, un établissement public à caractère scientifique, technologique et culturel chargé des missions relatives à la formation supérieure dans ses divers aspects et participe à la recherche scientifique, technique et technologique.
L'Université de Bamako comprend quatre facultés :
- quatre facultés : la Faculté des sciences et techniques (FAST), la Faculté des lettres, langues, arts et sciences humaines (FLASH), la Faculté des sciences juridiques et économiques (FSJE) et la Faculté de médecine, de pharmacie et d'odontostomatologie (FMPOS) ;
- trois instituts : l'Institut universitaire de gestion (IUG), l'Institut supérieur de formation et de recherche appliquée (ISFRA) et l'Institut polytechnique rural (IPR) ;
- deux écoles supérieures : l'École nationale d'ingénieurs Abderhamane Baba Touré (ENI/ABT) et l'École normale supérieure (ENSUP).

En 2011, L’Université de Bamako dont l’effectif atteint 80 000 étudiants est remplacée par quatre universités : l’Université des Sciences Sociales et de Gestion de Bamako (USGB), l’Université des Lettres et des Sciences Humaines de Bamako (ULSHB), l’Université des Sciences, des Techniques et des Technologies de Bamako (USTTB) et l’Université des Sciences Juridiques et Politiques de Bamako (USJPB),.
L’Université de Ségou a été ouverte en 2012. Le Premier ministre, madame Cissé Mariam Kaïdama Sidibé a inauguré le 27 janvier 2012 l’amphithéâtre de la nouvelle Université de Ségou et présidé la rentrée solennelle de cette première université malienne en dehors de Bamako.
Elle est constituée de quatre facultés (agroéconomie et médecine animale, sciences sociales, sciences de la santé, génies et sciences) et d’un institut universitaire de formation professionnelle, elle accueille la première année 415 étudiants, répartis entre les filières agroéconomie, hydraulique agricole et production et santé animale.
Le système universitaire a été refondé pour la mise en application  du système Licence, Master, Doctorat (LMD), d’abord de façon expérimentale en 2007, puis généralisé entre 2007 et 2011. Cette réforme, qui a connu des difficultés de mise en place, suit les recommandations du Réseau pour l’excellence de l’enseignement supérieur en Afrique de l’Ouest (Resao) qui prône sa généralisation à tous les établissements d’enseignement supérieur dans l’espace de l’Union économique et monétaire ouest-africaine (Uemoa), facilitant les équivalences et les échanges entre les universités.
L'École nationale d'administration (Éna) est un établissement d’enseignement supérieur malien. Il fut créé en 1958 sous le nom d'École d'administration du Soudan, puis rattaché à la primature du Mali (service du Premier ministre), ses locaux sont situés à Bamako.

## L’éducation non scolaire

### Les clos d’enfants
Les clos d’enfants sont des structures alternatives pour les enfants âgés de 3 à 6 ans. Des animatrices bénévoles ou rémunérées gardent les enfants et leur proposent des jeux, des chants et des histoires issus du patrimoine culturel local. Après une première expérience en 1997 à Bamako, les clos d’enfants se sont développés à travers le pays. En 2006, on compte 60 clos d’enfants accueillant 1 500 jeunes enfants. Soutenus par l’Unesco, l’Unicef et la FiCeméa (Fédération internationale des centres d’entraînement aux méthodes d’éducation active), les clos d’enfants ont été intégrés en 2001 au programme de développement de la petite enfance du ministère de l’Éducation nationale. Les clos d’enfants sont moins onéreux que les jardins d’enfants.

### Les centres d’éducation au développement
Les Centres d’éducation au développement (CED) ont été créés au Mali au début des années 1990, dans un premier temps dans la région de Koulikoro avant d’être étendus aux autres régions. Ils accueillent les enfants âgés de 9 à 15 ans non scolarisés afin de leur faire suivre un cycle d’étude de quatre années avec une formation générale (calcul et apprentissage de la lecture et de l’écriture en langue locale dans un premier temps, français à partir de la deuxième année) et formation professionnelle en liaison avec les besoins locaux.
Les CED reposent sur un partenariat entre :
- la communauté villageoise qui assure le recrutement d’un éducateur, la main-d’œuvre pour la construction de l’école et élit un comité de gestion ;
- l’État qui assure l’équipement notamment en manuels ;
- une organisation non gouvernementale qui assure le financement et la formation et le suivi[47].

Le Mali comptait 202 centres d'éducation pour le développement (CED) en 1994 ; 618 en 2002 et 981 en 2005 accueillant 28 715 apprenants.

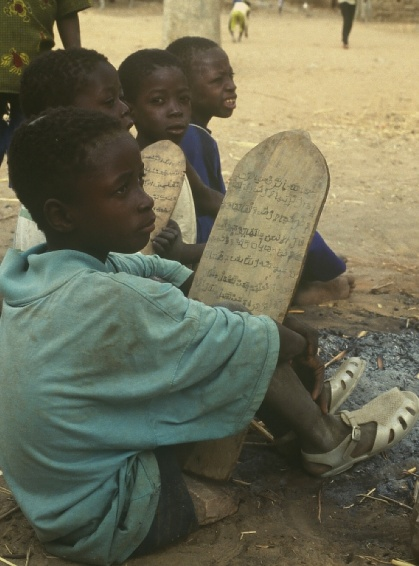
Une école coranique à Kani Kombolé, pays dogon, (Mali)

### L’enseignement religieux islamique: les médersas et les écoles coraniques
Les écoles coraniques sont des établissements privés dispensant en arabe une éducation religieuse exclusivement consacrée à l’islam. Les enfants y apprennent par cœur les versets du Coran et consacrent une partie plus ou moins importante de leur temps à la mendicité. Amadou Guindo, maître coranique, estime que la mendicité avait été instituée par Macina Sékou à Mopti afin de permettre aux familles défavorisées d’inscrire leurs enfants dans son école. Chaque élève avait donc chaque jour un petit temps, 10 à 15 minutes, pour aller quêter sa nourriture. Le système a été détourné et souvent, les élèves passent la grande partie de la journée à mendier pour leur maître au lieu d’étudier.
Les médersas sont des écoles privées offrant un enseignement religieux à côté de l’apprentissage de la langue française, de la lecture, de l’écriture et du calcul.